# 2-6-2+2-6-2

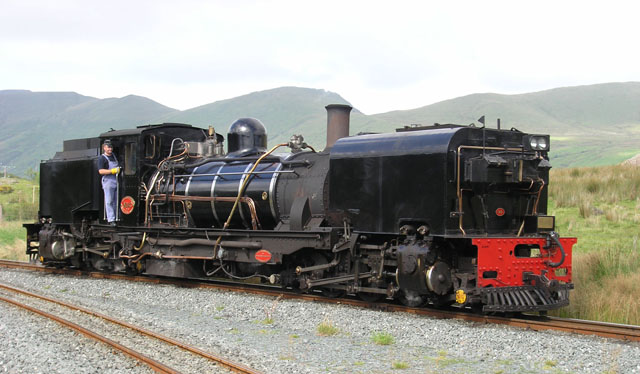
Locomotora Garratt SAR NGG Clase 16 del Ferrocarril Sudafricano de 610 mm de trocha, preservada en condiciones de uso en el Welsh Highland Railway.

Una 2-6-2+2-6-2, en la notación Whyte para clasificar locomotoras a vapor, es una locomotora articulada Garratt.
Otras clasificaciones son:

Clasificación UIC: 1C1+1C1 (también conocida como clasificación alemana y clasificación italiana)

Clasificación francesa: 131+131

Clasificación turca: 35+35

Clasificación suiza: 3/5+3/5 hasta inicios de la década de 1920, luego 6/10
La disposición de las ruedas corresponde, en realidad, a dos locomotoras 2-6-2 operando cola con cola.

## Ejemplares Garratt
Es la segunda disposición más numerosa del tipo Garratt, con 238 ejemplares construidos por Beyer Peacock y sus licenciatarias. Ninguna fue construida para trocha estándar; la mayoría lo fue para ferrocarriles de vía estrecha, en especial de 1.067 mm, pero dieciséis fueron fabricadas con ancho de vía de 1.676 mm para España. El principal usuario fue el Ferrocarril Sudafricano, el cual tuvo 113 máquinas con esta disposición; el segundo fueron los Ferrocarriles Rodesianos, con 46.
Los primeros ejemplares de este tipo fueron dos locomotoras de trocha angosta (1.067 mm) construidas para el Ferrocarril del Gobierno de Tasmania en 1912. Este tipo incluía las últimas Garratt fabricadas por Beyer, Peacock, siete locomotoras SAR NGG Clase 16 construidas en 1958.
Otros ejemplares fueron:
- SAR NGG Clase 13 y SAR NGG Clase 16, locomotoras Garratt de 610 mm
- SAR Clase GB
- SAR Clase GC
- SAR Clase GD
- SAR Clase GG
- SAR Clase GK